# Cacouna
Cacouna es un municipio canadiense situado en la provincia de Quebec.

## Superficie
Cacouna tiene una superficie de 62,75 km².

## Demografía
En 2021, tenía 1848 habitantes, una densidad poblacional de 29,4 hab./km², y 954 viviendas.